# علي سوايعي
علي سوايعي (1932-1961) شهيد جزائري قائد الولاية الأولى التاريخية أثناء ثورة التحرير الجزائرية من أبريل 1960 إلى غاية استشهاده في فبراير 1961.

## النشأة
ولد علي سوايعي في 16 مارس 1932 بمدينة تبسة من عائلة مكونة من 16 شقيقا. والده زين العابدين بن محمد، ووالدته الإبراهيمي عطرة بنت أحمد، بدأ الشهيد دراسته في مسجد سيدي بن سعيد، في تبسة، حيث تعلم القرآن الكريم. ثم التحق بمدرسة التهذيب من قبل الشيخ العربي التبسي، وجمعية العلماء، حيث تعلم علي سوايعي أساسيات اللغة العربية . ثم التحق بالمدرسة الفرنسية، حيث حصل على شهادته من الدراسة، والتي سمحت له بالانضمام إلى الكلية. لكنه سرعان ما اضطر للخروج من دراسته مارس 1950، بعد اعتقال شقيقه الأكبر، نور الدين في أعقاب تفكيك المنظمة الخاصة

## نضاله ومشاركة في الثورة التحريرية
إنخرط علي سوايعي في حزب الشعب الجزائري سنة 1943 ثم حركة انتصار الحريات الديمقراطية سنة 1946 وإلتحق بجيش التحرير الوطني في سنة 1955 بمنطقة سوق أهراس حيث كلف بعدة مهام قيادية بالولاية الأولى إذ تولى مهمة التسليح والتموين، وقد شارك في مؤتمر طرابلس، ورقي إلى رتبة " قائد عضو قيادة الولاية الأولى إلى أن أصبح قائدا للولاية الأولى التاريخية سنة 1960 خلفا لسلفه مصطفى مراردة.

## استشهاده
وإثر وشاية، عرف العدو مركز قيادة الولاية الأولى التاريخية الواقع بغابة بني ملول، بلدية لمصارة فتم تطويق والهجوم على مركز الولاية ودامت المعركة حوالي ثلاثة أيام سقط خلالها علي سوايعي في 9 فبراير 1961، وإلى جانبه 98 قتيلا من أصل 300 مجاهد، كما ألحقوا بالآلة الفرنسية خسائر فادحة إذ قارب عدد قتلاهم 500 ناهيك عن الخسائر المادية. وبصعوبة استطاع باقي المجاهدين كسر الحصار والانحياز وكان برفقتهم العقيد الطاهر زبيري الذي تولى القيادة بعدها

## صور

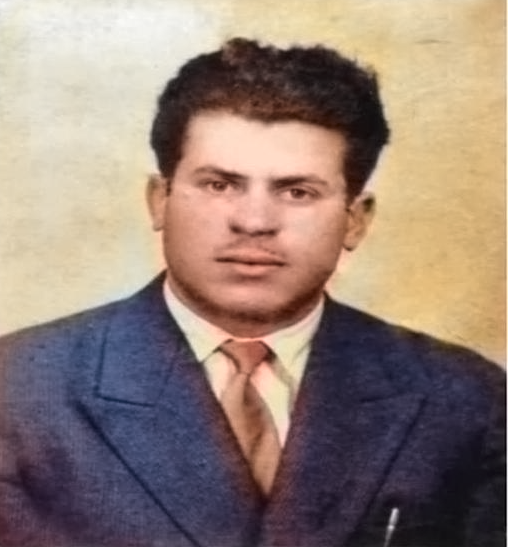
علي سوايعي قبل الثورة.